# Touch the LOVE
「Touch the LOVE」（タッチ・ザ・ラブ）は、1998年11月26日にマーキュリー・ミュージックエンタテイメントからリリースされた松田聖子の48枚目のシングル。

## 解説
松田本人も出演したディズニー・ビデオのテーマソング。TBS系音楽番組「うたばん」で披露された。
シングル発売直後、マーキュリー（現ユニバーサルミュージック）移籍後の楽曲から選曲されたベスト・アルバム『Seiko '96-'98』が発売された。そのベスト盤で1曲目を飾っている。

## 収録曲
全作詞:Seiko Matsuda／作曲:Seiko Matsuda・小倉良
1. Touch the LOVE[4:49]
  - 編曲:鳥山雄司
2. ルツェルンの畔で[5:03]
  - 編曲:小倉良・石塚知生
3. Touch the LOVE（Original Backing Track）[4:49]

## 関連作品
- Touch the LOVE
  - Seiko '96-'98
  - Ballad 〜20th Anniversary
  - We Love SEIKO -35th Anniversary 松田聖子究極オールタイムベスト50Songs-
- ルツェルンの畔で
  - エトランゼ